# 十里亭镇 (沙河市)
十里亭镇，是中华人民共和国河北省邢台市沙河市下辖的一个乡镇级行政单位。

## 行政区划
十里亭镇下辖以下地区：
十里亭村、上申庄村、王窑村、柳沟村、西葛泉村、东葛泉村、水涧村、王岗村、南高村、中高村、高店村、大油村、西油村、曹章村和下解村。